# Rudalund
Rudalund är ett naturreservat i Högsby kommun i Kalmar län.
Området är naturskyddat sedan 2013 och är 43 hektar stort. Reservatet består av en betesmark med ett stort antal jätteträd av ek och lind. Området söder om Emån var fram till början av 1800-talet byn Rudas betes- och slåttermarker som senare till del uppodlades och även användes som festplats.